# Rechtsvoetig
Naar analogie met rechtshandig noemt men iemand rechtsvoetig (of rechtsbenig) als hij vaardiger is met zijn rechtervoet of bij voorkeur zijn rechtervoet gebruikt bij een taak die voornamelijk met één voet moet worden uitgevoerd (strafschop nemen, steppen, ... ). De rechtervoet is dan dominant. Men vermoedt dat gekruiste dominantie (linksvoetig/rechtshandig of rechtsvoetig/linkshandig) gepaard gaat met een verhoogde kans op leerstoornissen. Dit komt vermoedelijk doordat bij linkshandige mensen de hersenhelften gespiegeld opereren: het creatieve en logische deel zijn omgedraaid. Elke hersenhelft bestuurt tevens één helft van het lichaam. Als de voet dus bij een andere hersenhelft dominant is dan de hand kan dit het voorgaande verklaren.